# سياح (خبز)
خبز السَيّاح أو خبز التمن هو نوع من الخبز الرقيق من دقيق الأرز تمتاز نساء جنوب العراق بصناعته يتم إعداد عجينه ثم يسكب العجين السائل على ظهر قرص معدني مقعر إلى الأعلى يسمى صاج ويستند الصاج على مناصب أيضا ويتم إشعال النار تحته باستعمال القصب اليابس لتكوين مشعل حيث يكون ذا لهب منتشر ليغطي السطح السفلي للصاج تماماً وعند سكب العجين على الصاج تتم تسويته باليد ليكون سُمْكُه منتظماً وأقل ما يمكن ولهذا لا يستغرق السيّاح وقتاً طويلا حتى ينضج، ثم ترفع السيّاحة وهي مفرد سيّاح وتسلم فورا لأعضاء الأسرة للأكل، ويمكن أن يكون مع السيّاح سمك مشوي أو غيره ويوجد أشخاص من أهل الجبايش اشتهروا بإمكانية أكل عدد كبير من السيّاح في جلسة واحد.